# Réserve nationale de Tumbes
Le réserve nationale de Tumbes (espagnol : Reserva nacional de Tumbes) est une réserve nationale du Pérou situé dans la région de Tumbes. Elle a été créée le 11 juillet 2006.
La réserve fait également partie avec le parc national Cerros de Amotape de la réserve de biosphère de Noroeste, reconnue le 1er mars 1977 par l'UNESCO.